# Paul-Gerhardt-Schule Dassel
Die Paul-Gerhardt-Schule in Dassel, gegründet 1946, ist ein evangelisches Gymnasium in Trägerschaft der Evangelischen Landeskirche Hannover, das von Schülern der Landkreise Northeim und Holzminden besucht wird. Sie ist eine inklusive, meist vierzügige  teilgebundene Ganztagsschule.

## Geschichte
Das Gymnasium wurde 1946 als Schule der Laurentius-Kirchengemeinde gegründet, nachdem einige Schüler wegen Überfüllung der Goethe-Schule in Einbeck nicht hatten aufgenommen werden können. Am 26. Juni 1949 erfolgte die Benennung nach dem Pastor und Liederdichter Paul Gerhardt. Nach provisorischer Unterbringung im evangelischen Pfarrhaus bezog die Schule Ostern 1951 drei bereits bestehende Gebäude auf einem Werksgelände an der Ilme. 1957 fand die erste Abitur-Feier statt. 1974 wurde die Schule als staatlich anerkannte Ersatzschule in die Trägerschaft der Landeskirche übernommen.

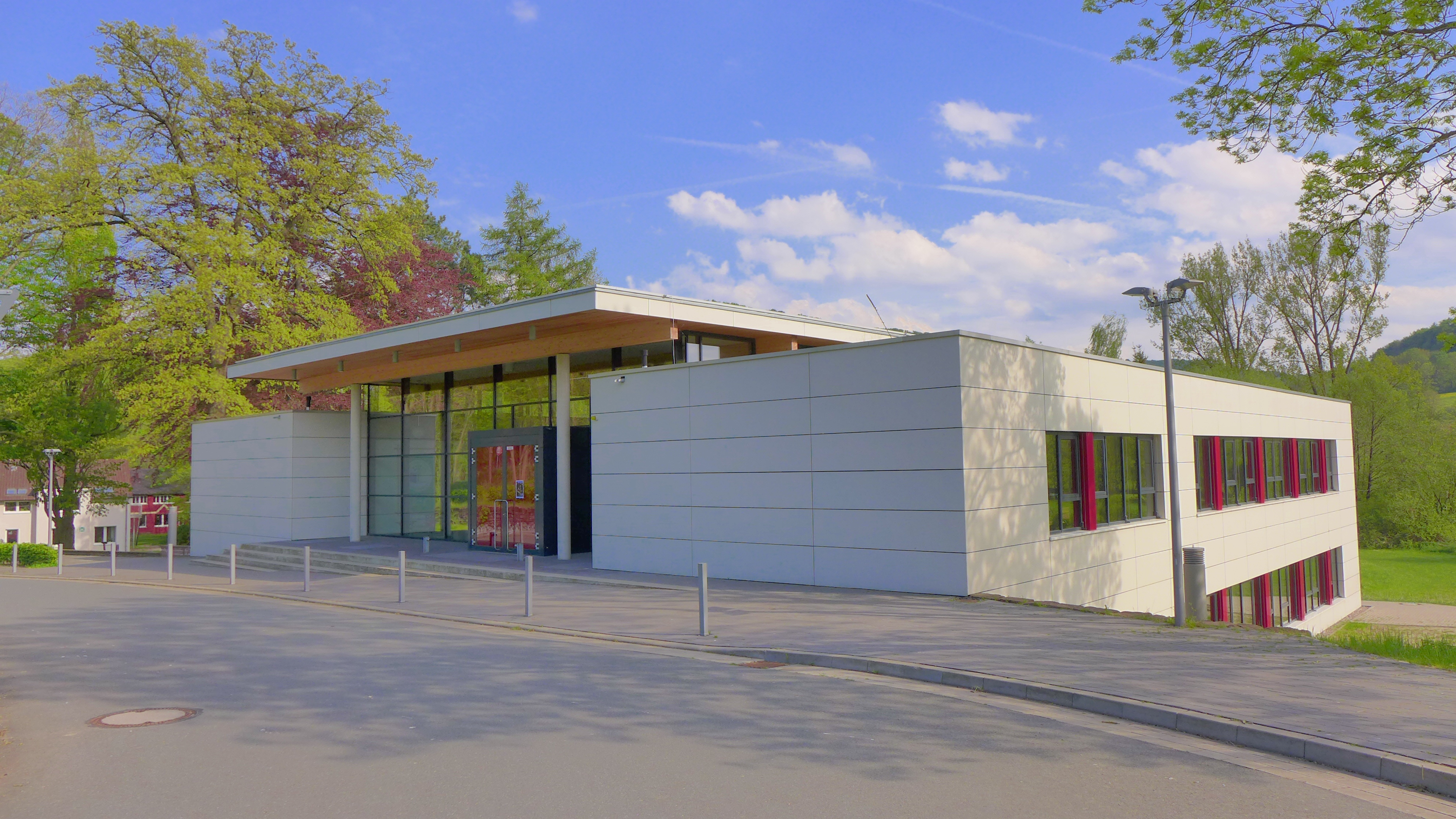
Paulinum

2011–2012 wurde die Schule um das Paulinum, einen zweigeschossigen Neubau vorrangig für die Jahrgänge 5–6, erweitert. Hier steht eine zweite Aula, genannt Paula, mit Bühne zur Verfügung. 2016 feierte die Schule ihr 70-jähriges Bestehen. 2019/20 wurde auf dem Schulgelände eine Zweifeldhalle in Holzbauweise errichtet.

## Schulprofil
Die Paul-Gerhardt-Schule ist ein Gymnasium von Klasse 5 bis 13. Sie ist als Ganztagsschule eingerichtet.
Die Schule wird von rund 800 Schülern besucht, die hauptsächlich aus den Landkreisen Northeim und Holzminden kommen. An dem Gymnasium können alle Abschlüsse der Sekundarstufe I erreicht werden, in der Oberstufe (Qualifikationsphase: Jahrgangsstufe 12 und 13) das Abitur oder die Fachhochschulreife.
Englisch ab Klasse 5 ist erste Fremdsprache. Ab den sechsten Klassen werden als zweite Fremdsprachen Französisch, Latein und Spanisch angeboten. In der Eingangsstufe, Klassen 5 bis 7, kann zwischen vier Profilen gewählt werden: Natur und Technik, Theater, Ton und Technik, Sport und Gesundheit und Reporter*innen und Medien.
In der achten Klassen können alle Schüler zwischen verschiedenen Projekten unter dem Oberthema Energie und Umwelt wählen. Außerdem werden Wahlpflichtkurse eingeführt. Seit dem Schuljahr 2021/22 sind alle achten Klassen iPad-Klassen und das Profil Bilingualer Unterricht kann gewählt werden. In den zehnten Klassen wird das Fach Diakonie unterrichtet. Ziel des Faches ist es, die Schüler auf ein zweiwöchiges sozial-diakonisches Praktikum vorzubereiten, das im zweiten Halbjahr durchgeführt wird. In der elften Klasse nehmen die Schüler an einem 14-tägigen Betriebspraktikum teil.
Für alle Schüler ist Religion Pflichtfach. Freiwillig können die Schüler aus einer großen Vielfalt von Arbeitsgemeinschaften wählen.
In der Oberstufe werden angeboten: der sprachliche Schwerpunkt, der gesellschaftswissenschaftliche Schwerpunkt, der naturwissenschaftliche Schwerpunkt, der musisch-künstlerische Schwerpunkt und der sportliche Schwerpunkt. Das Kursangebot an Kursen auf erhöhtem Niveau ist bei einer Schülerzahl von ca. 100 Schülern sehr groß. Mehrfach wurde die Schule als Umweltschule in Europa anerkannt.

## Vernetzung
Im Rahmen des Netzwerkes Eigenverantwortliche Schulen kooperiert man mit verschiedenen niedersächsischen Gymnasien, dem Gymnasium Adolfinum in Bückeburg, dem Matthias-Claudius-Gymnasium in Gehrden, der Ricarda-Huch-Schule in Hannover, dem Scharnhorstgymnasium in Hildesheim, dem Georg-Büchner-Gymnasium in Seelze und dem Ratsgymnasium in Stadthagen.
Im Notebookprojekt n21 ist die Paul-Gerhardt-Schule Referenzschule.

## Internationale Austausche
Zu Schulen in verschiedenen Ländern werden Austauschfahrten angeboten. Dabei handelt es sich um Schulen in:
- Posen, Polen
- Escola Pia Igualada, Spanien
- Ballon, Frankreich
- Athens High School in Troy (Michigan) bzw. Notre Dame High School in Lawrenceville (New Jersey) im Rahmen des German American Partnership Program, USA
- Gobei-Girls-High-School (Kakamega County) in der Nähe der Großstadt Kisumu, Kenia
- Lycée Georges Brassens, Saint-Denis, La Réunion

## Persönlichkeiten
Schulleiter 
- Petzold ab Gründung – 1953
- Kramer 1954–1960
- Lang 1961–1968
- Harry Bolte 1969 bis 1981
- Ingeborg Stöcker 1983 bis 1995
- Helmut Dinse 1995 bis 2007
- Gerhard Wittkugel 2007 bis 2019
- Matthias Kleiner seit 2020

 Lehrkräfte 
- Hans-Joachim Schwager (1929–2004), Professor für Pädagogik
- Friedhelm Flamme (* 1963), deutscher Kirchenmusiker

 Schüler 
- Nicolas Kiefer (* 1977), Tennisspieler
- Simone Kues (* 1976), Nationalspielerin im Rollstuhlbasketball
- Ulrich Pleitgen (1942–2018), Schauspieler
- Michael Schmelich (* 1954), deutscher Politiker
- Ole Wendroth (* 1961), Agrarwissenschafter
- Rüdiger Butte (1949–2013), Kriminalbeamter und Landrat
- Konstantin Kuhle (* 1989), deutscher Politiker
- Florian Reiners (* 1972), Schauspieler
- Marius Beckmann (* 1993), Organist und Komponist